# Kroužkové brnění

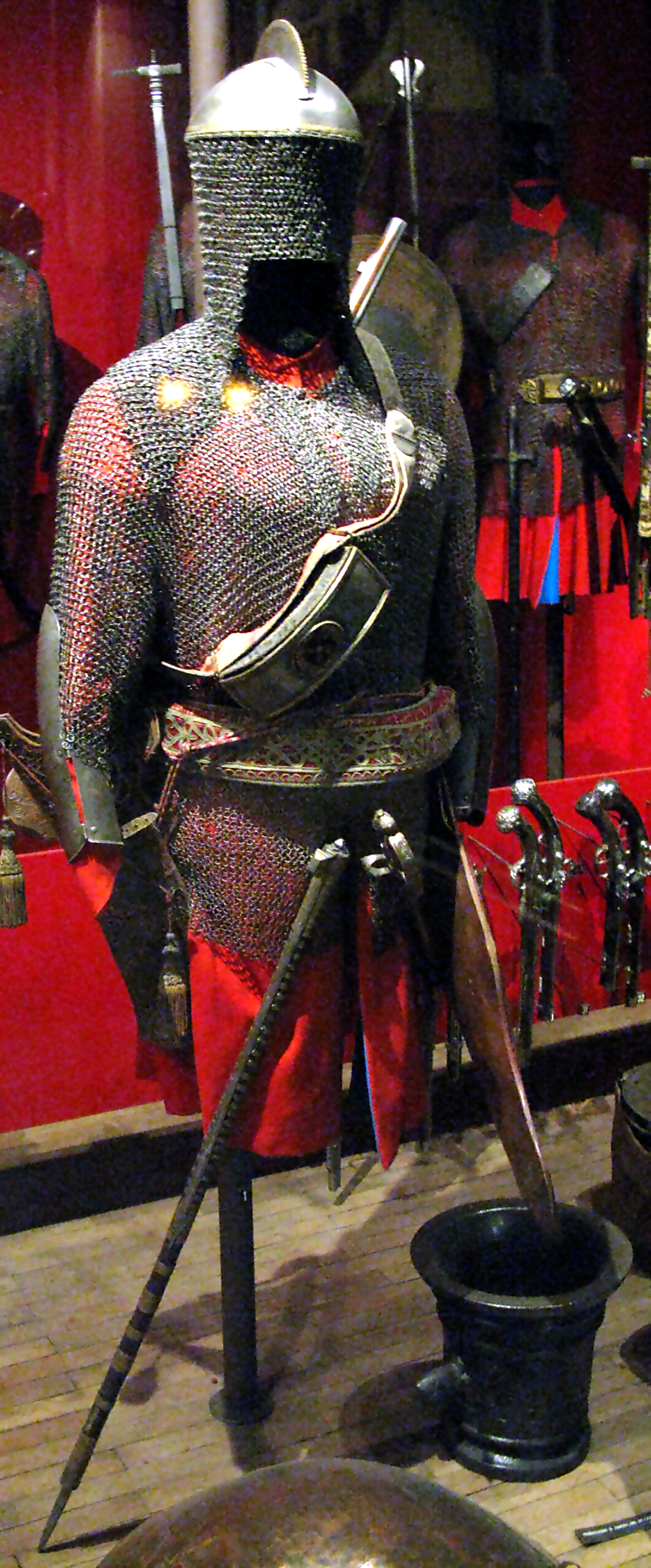
Středověká kroužková zbroj

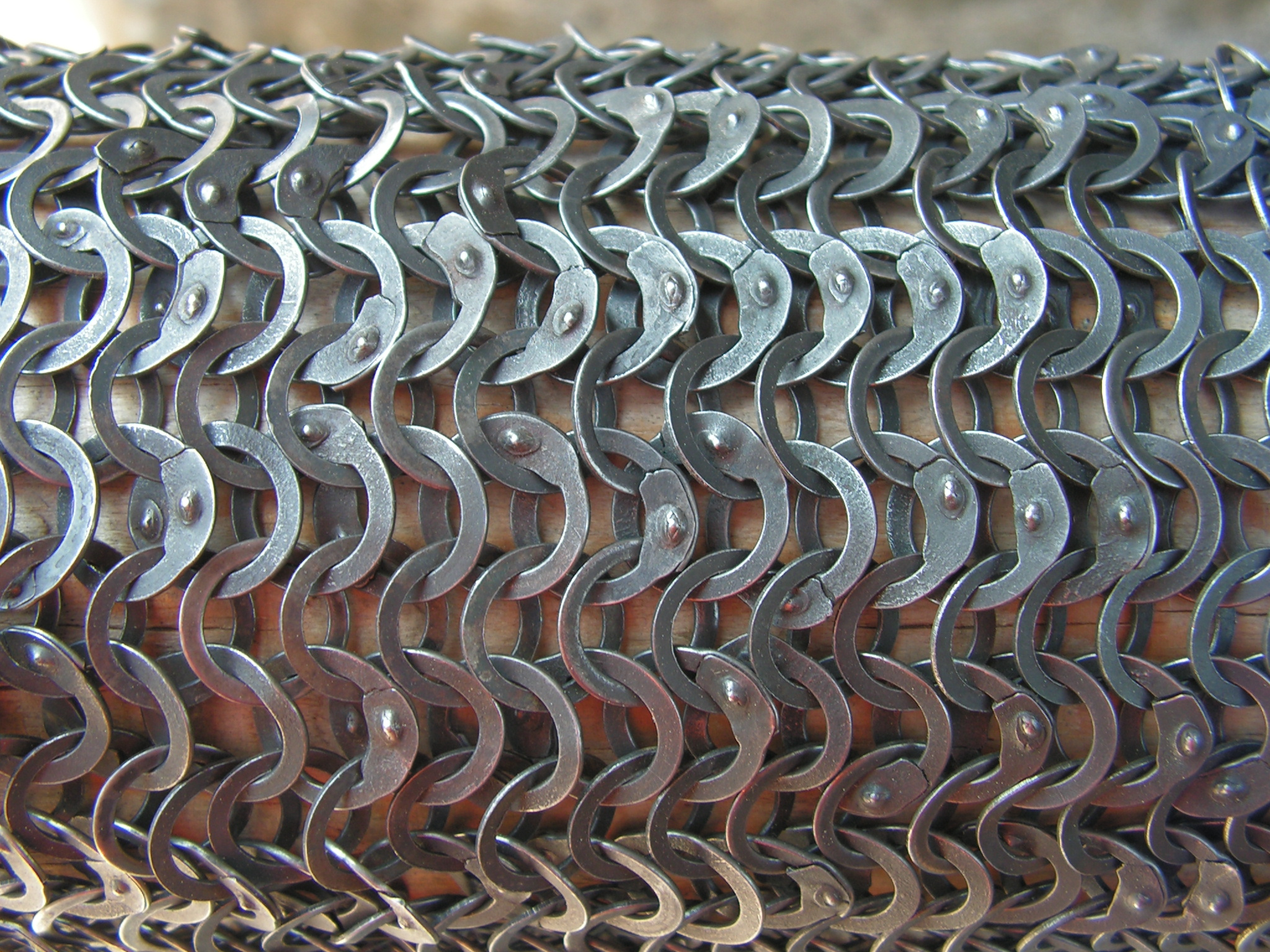
Detail kroužkové zbroje.

Kroužkové brnění, brň nebo brně, také v historii označována jako pancíř, je historická zbroj, pasivní ochrana bojovníka, vytvořená z husté sítě malých kovových kroužků.

## Kroužková zbroj
Nejstarší zbytky kroužkových zbrojí se nalezly v keltských a skytských hrobech ze 4. stol. př. n. l. Velkého rozšíření se dočkaly v římských legiích jako lorica hamata, velmi bohatí Římané používali lorica hamata squamataque, kde byly do kroužkového pletiva ještě zapleteny malé kovové šupiny.
Kroužková zbroj se vyráběla kovářsky, výrobci zbroje se v Čechách nazývali brníři. Samotné kroužky se provlékly a následně snýtovaly a to dvěma způsoby. Při použití prvního způsobu brníř oba konce kroužku na kovadlině roztepal, prorazil, osadil nýtem a následně roznýtoval. Druhým způsobem se konec jednoho kroužku ohnul do pravého úhlu a druhý konec roztepal a prorazil. Ohnutý konec se provlékl proraženým otvorem a roznýtoval. Samotné zavření, jako například u moderních řeznických zástěr, nestačilo. Velmi často se kroužky také vysekávaly z plechu a někdy byly též kovářsky svařovány. Vysekávané a svařované kroužky byly splétány pomocí nýtovaných kroužků. Příkladem kroužkové zbroje je tzv. svatováclavská zbroj. Kroužková zbroj se v době své největší slávy skládala z kroužkového kompletu, který kryl vojáka od hlavy doslova až k patě, a to jako dlouhá košile s rukávy přecházejicí až v rukavice a kroužkové nohavice jdoucí až k chodidlu (kde se buď připevňovaly nad botu nebo měly na chodidle koženou podrážku samotné nohavice). Hlavu pak krylo kroužkové brnění, často jdoucí i přes ústa. Nechávalo jen relativně malý otvor pro oči a nos, který často kryla přilba s nánosníkem.
Toto vše jsou hojně doložená fakta, avšak evropská. Naopak máme doloženy i kroužkové zbroje s kroužky zavíranými (kde se konce kroužku jen stáhnou k sobě, nespojují se nýtkem) ovšem pouze v Asii. Zejména zbroje Indické, jejichž hojné exempláře najdete dochované všude po světe. Nutno také podotknout, že tyto zbroje mají na nejvíce ohrožených místech kovové pláty.

## Odolnost pancíře
Je mnoho debat o odolnosti tohoto typu zbroje. Je předem nutné si uvědomit, že není žádný důkaz o nošení samostatné kroužkové zbroje. Vždy byla nošena na prošívanici, gambesonu apod. Toto si často neuvědomují tvůrci "testů", kdy probijí pouze pancíř samotný. Vycpávaná zbroj dobře chránila proti nárazům (úder kyjem či holí) zatímco pancíř dobře chránil zejména proti řezům a sekům. O jeho efektivitě vůči bodům se horlivě debatuje. Na jednu stranu víme, že jedním z hlavních faktorů pro vývoj zbroje plátové (která později pancíř zcela nahradila) byl hojný rozvoj luků a kuší, které snadněji procházely skrz kroužky. Na druhou stranu je však nutné si uvědomit, že luk je jednou z nejstarších zbraní a pancíř byl hojně používán mnoho století. I z toho je možné se domnívat, že probít ho šípem nebylo snadné. Toto nám potvrzují i záznamy z křížových výprav, kdy relativně lehké luky saracénů (nátah většinou do 80 liber, pro srovnání anglický dlouhý luk měl většinou okolo 120 až do 140 liber nátahu) nebyly schopny poranit evropské rytíře. To lze přikládat právě složení zbroje, kdy probití kroužků pancíře ubralo šípu na síle a ten již neprošel vycpávaným gambesonem. Spekuluje se také, že pokud šíp nedopadl na zbroj přímo, ale pod úhlem, mohla hlavice po pancíři neškodně sklouznout.
Dalším důležitým faktorem v této debatě je typ zbraně použité proti pancíři. Vývoj zbroje a zbraně šel vždy spolu, čím lepší zbraň, tím lepší zbroj byla potřeba a naopak. Běžně používaný hrot šípu nebyl proti zbroji vhodný, používaly se tedy hroty speciální s užší špicí, která měla větší šanci projít kroužkem skrz. Stejně tak špice mečů. Pozdější meče mají tvar o dost špičatější. Bylo tomu právě proto, aby probíjely hojněji používaný pancíř. Známe také zbraně specializované na probíjení zbrojí, jako jsou palcáty a válečná kladiva.
Poslední poznámkou k tomuto tématu musí být také hojné používání štítu v dobách slávy kroužkových zbrojí. Štíty začaly z bojišť mizet až s rozmachem zbroje plátové. Můžeme znovu spekulovat, že právě štít měl chránit ozbrojence před šípy v bitvě, jelikož pancíř nebyl ochranou dostatečnou.

## Kroužková košile

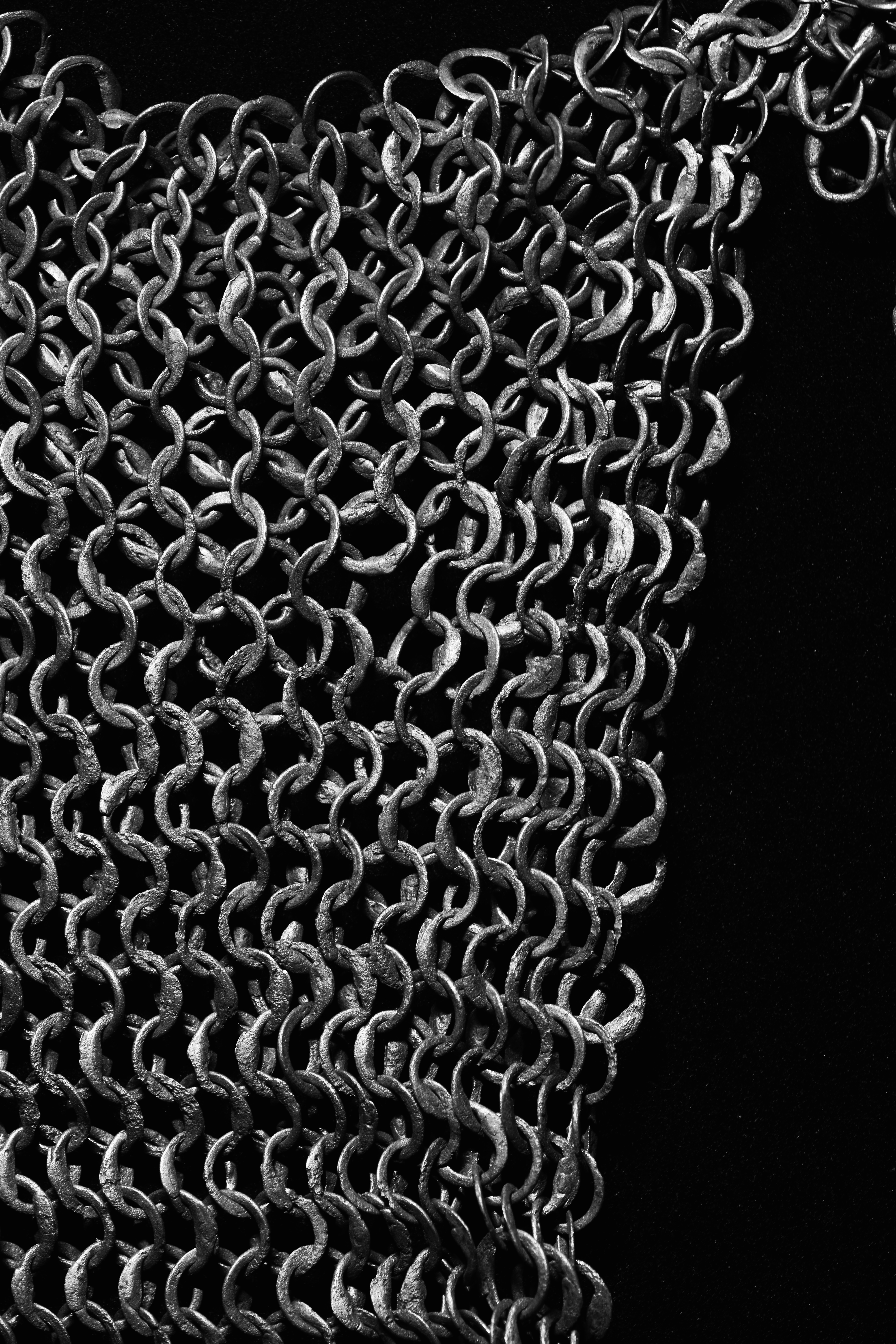
Kroužková košile - detail.

Kroužková nebo drátěná košile neboli osníř byla základní částí brnění. Raně středověká kroužková košile z našich zemí byla značně dlouhá (sahala většinou pod kolena) a zpočátku měla krátký rukáv. Ve 12. století se rukáv prodloužil a koncem 12. století se jeho součástí staly i palcové rukavice. Zato celková délka košile se díky lepší ochraně nohou zkracovala, až se počátkem 13. století ustálila na délce zhruba do půli stehen. S nástupem celoplátové zbroje se kroužková košile jako taková přestala u těžkooděné jízdy používat a našívaly se pouze malé části kroužkového pletiva na prošívanici v místech, která nechránila plátová zbroj. Během 15. století osníř vymizel.